# Sonet 153 (William Szekspir)

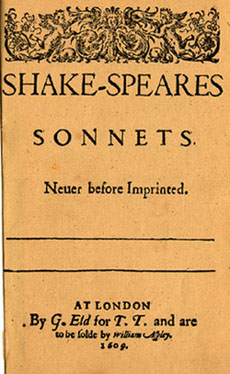
Strona tytułowa pierwszego wydania sonetów Shakespeare’a

Sonet 153 (Usypia Kupid, odłożył pochodnię.) – jeden z cyklu sonetów autorstwa Williama Shakespeare’a.
Sonet ten jest przedostatnim sonetem, ma charakter alegoryczny. Opowiada o Kupidynie, któremu służąca Diany ukradła pochodnię. Ta próbuje rozpalić nią miłość do kochanki podmiotu lirycznego, jednak bezskutecznie – to uczucie może zostać wznowione tylko dzięki rozpaleniu jego serca przez samą kochankę.